# Стелюшок червоний
Стелюшок червоний  (Spergularia rubra) — вид рослин з родини гвоздичних (Caryophyllaceae), поширений у Євразії й Північній Африці.

## Опис
Однорічна або дворічна трав'яниста рослина 5–25 см заввишки. Листки лінійно-щетиноподібні, загострені. Чашолистки тупі, на краю біло-плівчасті, 3–4.5 мм завдовжки, пелюстки червоні. Коробочки й чашечки рівні по довжині. Насіння безкриле. Стебла від ослаблих до висхідних, розгалужене від основи, верхня частина часто з залозистими волосками. Листя протилежні, без черешка. Листові пластини лінійні, сірувато-зелені. Квітки поодинокі в пазухах. Віночок радіально-симетричний, блідий (фіолетовий) червоний, шириною 5–8 мм; пелюсток п'ять, довжиною 3–4 мм, приблизно такої ж довжини, що й чашолистки. Чашолистків 5, яйцеподібні. Тичинок зазвичай 10. Плід: яйцеподібна, зеленувата, 3-клапанна коробюочка довжиною 4–5 мм.

## Поширення
Поширений у Європі, Північній Африці, помірній Азії, Пакистані, північної Індії, Сіньцзяні; натуралізований у ПАР, Канаді, США.
В Україні вид зростає на піщаних відкритих місцях, бур'ян — майже на всій території звичайний; на півдні, рідко.

## Галерея

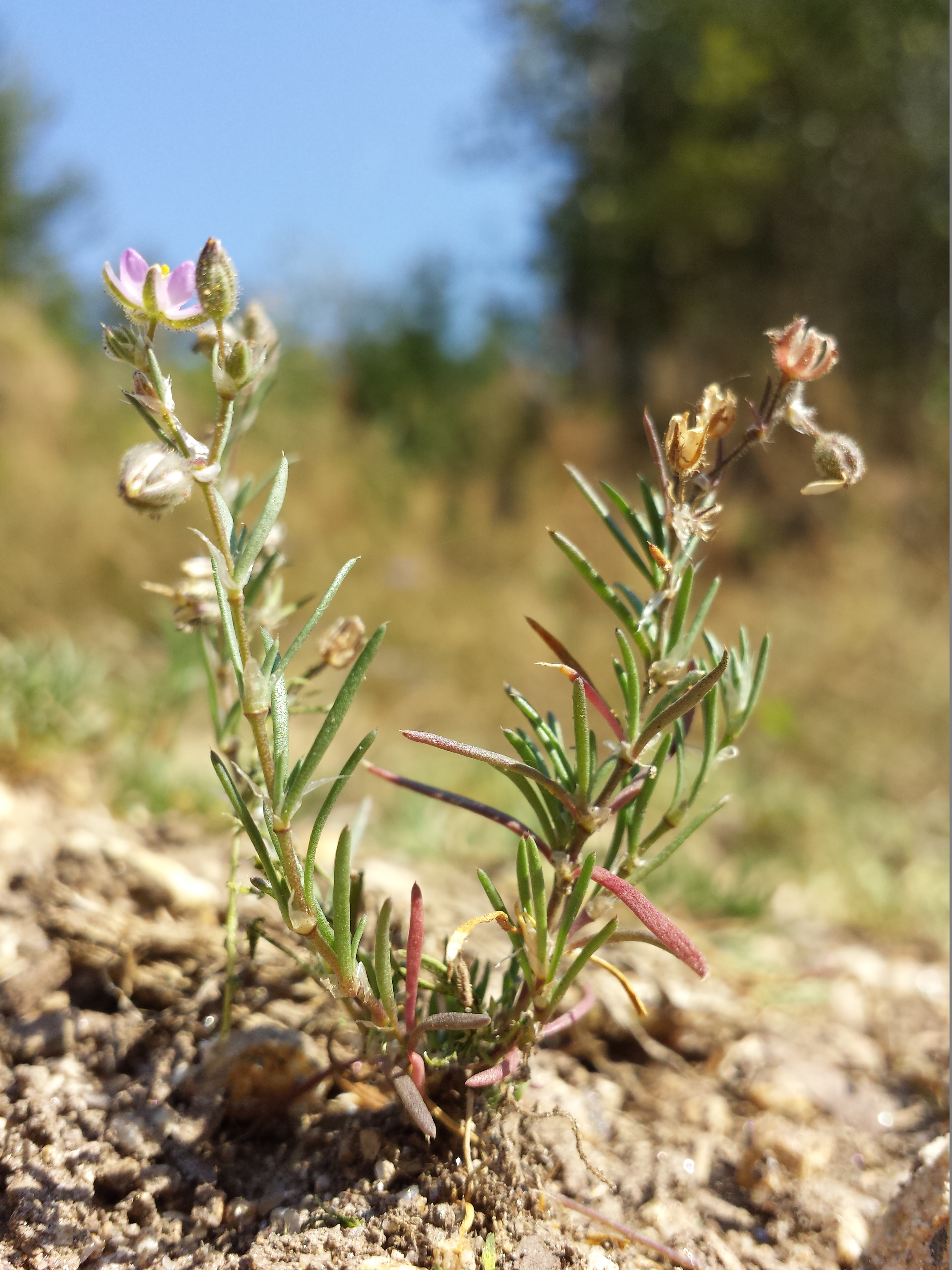
рослина
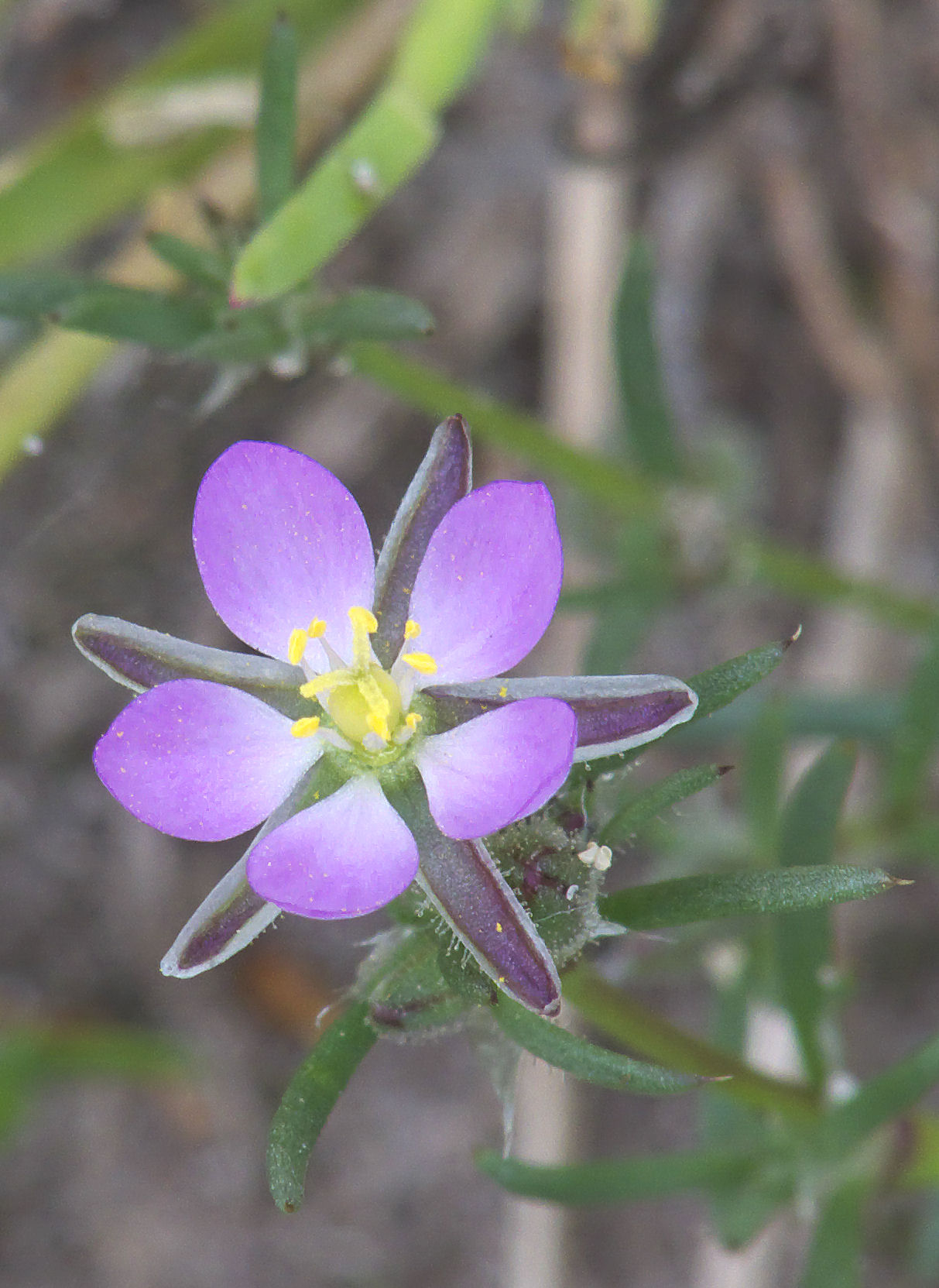
квітка
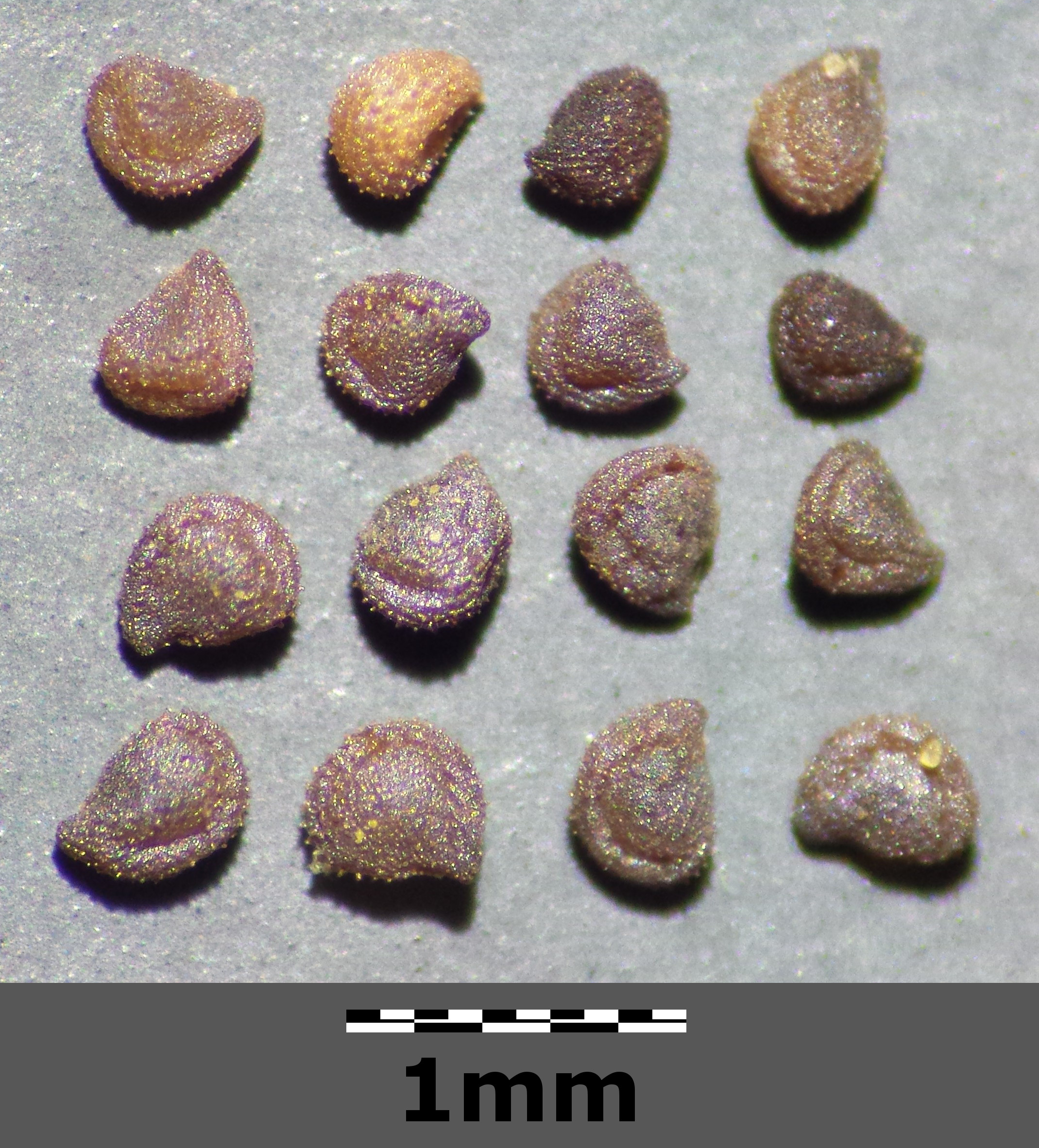
насіння
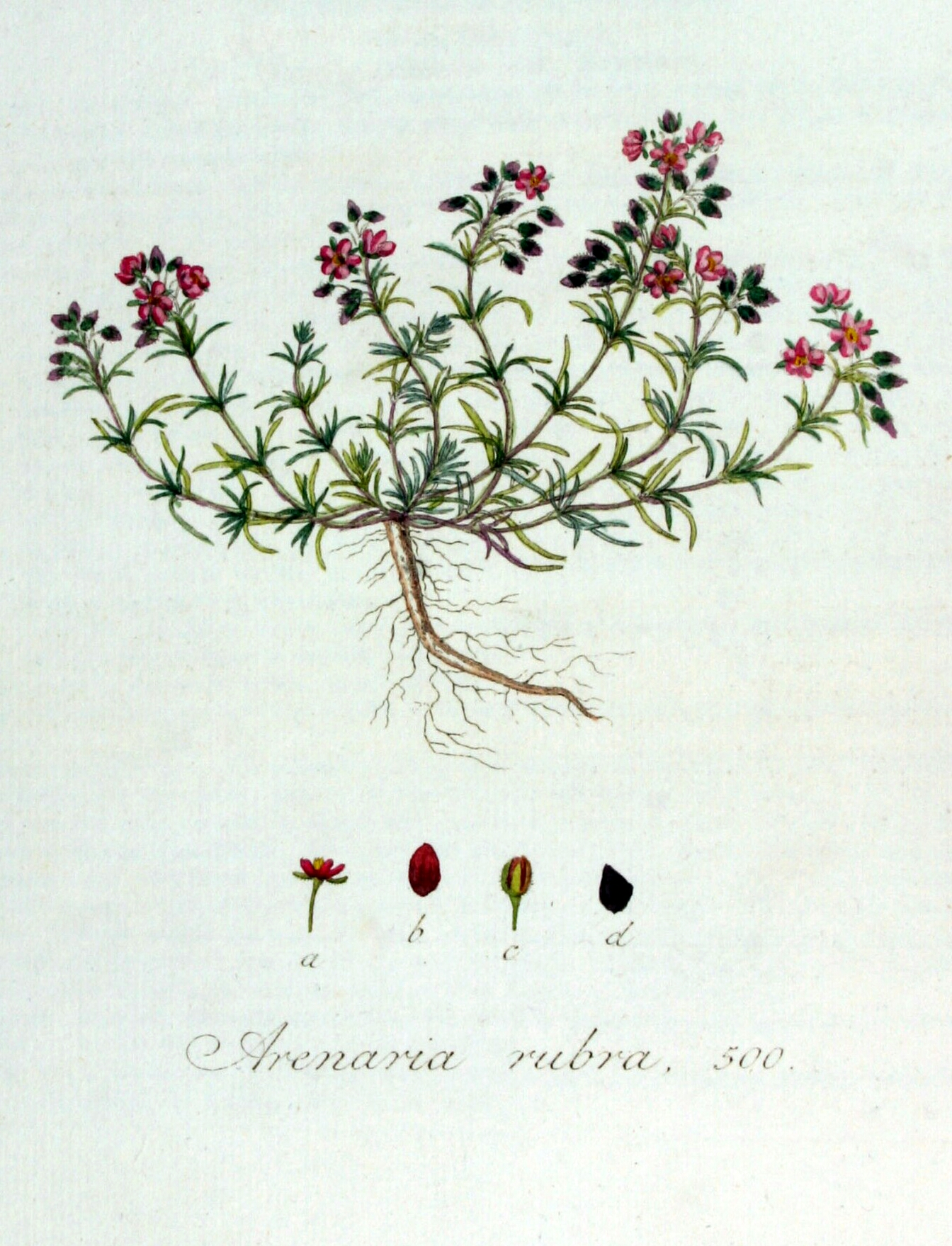
ілюстрація